# Relations entre l'Algérie et l'Égypte
Les relations entre l'Algérie et l'Égypte font référence aux liens bilatéraux entre les gouvernements des deux pays nord-africains de l'Égypte et de l'Algérie. Les deux pays sont notamment membres de la Ligue arabe ou encore de l'Union africaine. Les relations entre les deux pays ont été généralement amicales tout au long de leur histoire qui remonte au fort soutien de l'Égypte pour le FLN pendant la guerre d'Algérie. Ce fut ensuite suivi par le soutien de l'Algérie pour l'Égypte lors de la guerre des Six Jours en 1967 et la guerre du Kippour en 1973. En plus, les deux pays sont membres de la Ligue arabe, tout en partageant des avis similaires sur les grandes questions régionales de la cause palestinienne et le conflit au Soudan, ainsi que la même vision[Laquelle ?] sur la réforme du Conseil de sécurité des Nations unies,. Ils sont respectivement les deuxième et premier pays nord-africains les plus peuplés avec 45 millions d'habitants pour l'Algérie et 105 millions d'habitants pour l'Égypte.

## Histoire

### Mouvement révolutionnaire algérien
Pendant huit longues années de lutte algérienne pour l'indépendance contre la domination française, le président Égyptien Gamal Abdel Nasser était un fervent partisan du mouvement de la résistance et a fourni une aide militaire au Front de libération nationale (FLN). Ce qui a amené l'augmentation de la colère française envers Nasser qui, en plus de la nationalisation du canal de Suez, a conduit la France à rejoindre le Royaume-Uni et Israël dans une attaque contre l'Égypte lors de la crise du canal de Suez de 1956. Même le général André Beaufre, commandant des forces françaises au cours de la confrontation, a déclaré que « la France aurait moins de problèmes si Nasser était destitué », une référence claire au soutien continu du président égyptien à Ahmed Ben Bella, chef de file du FLN. Des enregistrements à partir d'archives et des conversations prouvent davantage la position française et cela a été clairement décrit dans une conversation entre le secrétaire d'État américain John Foster Dulles et le président américain Dwight D. Eisenhower, où il a été prétendu que « les français devraient plutôt combattre au centre du problème (Égypte) plutôt qu'autour de la périphérie du problème (Algérie) ». Pour la France, Suez a toujours été au sujet de l'Algérie et de récits traditionnels donc soutiennent que la victoire égyptienne à la suite de la crise a renforcé la cause du FLN. À plusieurs reprises, Nasser a montré des signes de détermination à soutenir les Algériens, selon son conseiller Fathi al-Dib, et il a même dirigé al-Dib à la livraison du plus grand nombre d'armes et de fournitures possible au FLN par tous les moyens, même par pont aérien. De nombreuses expéditions ont été passés en contrebande à travers la frontière avec la Libye et ce en plus de la formation militaire que recevaient les algériens en Égypte, bien que ce fut d'abord nié par le gouvernement égyptien, lors de l'interrogatoire par la communauté internationale,. D'autres formes de livraisons d'armes pour le FLN sont venues par la mer et ce fut découvert en 1956, quand un navire soudanais, l'Athos, étant sur son chemin de l'Égypte à Alger fut intercepté par la Marine française et a été trouvé avec une cargaison d'armes destinées au FLN dont 2 300 fusils, 90 mortiers et de nombreux autres types d'armes,.

### Relations après l'indépendance

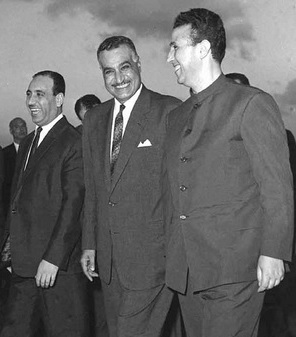
Le président égyptien Gamal Abdel Nasser (au centre) recevant le président algérien Ahmed Ben Bella (à droite) pour le sommet de la Ligue arabe à Alexandrie, en septembre 1964.

À la suite de la victoire du FLN et du retrait des troupes françaises de l'Algérie, qui finit par obtenir la pleine indépendance, Ahmed Ben Bella voulait que Nasser soit le premier invité de l'Algérie indépendante à sa prise officielle du pouvoir le 20 septembre 1962. Cela était dû à la relation chaleureuse entre les deux dirigeants, qui datait du long séjour de Ben Bella au Caire lors de la phase initiale de la guerre d'Algérie. Le roi du Maroc, Hassan II a cependant accepté son invitation plus tôt que Nasser, mais il a simplement reçu le même accueil que les Algériens ont donné à Nasser quand il est arrivé avec des milliers se précipitant de tous les coins de l'Algérie afin de le voir. Cette forte appréciation pour Nasser était évidente dans les décennies suivantes, même après sa mort, en raison de l'introduction par Nasser du panarabisme, souvent appelé Nassérisme, en Algérie dont Ben Bella était un fervent défenseur. Ben Bella avait mis en place un bureau spécial désigné pour les affaires du monde arabe qu'il traitait en collaboration avec Nasser et les liens entre les deux dirigeants étaient tellement forts que les rumeurs ont commencé à apparaître sur un axe Le Caire-Alger visant à dominer l'Afrique du Nord et sur la possible adhésion de l'Algérie à la République arabe unie, qui incluait l'Égypte et la Syrie.
Lors de l'éclatement de la guerre des Sables entre l'Algérie et le Maroc quand les forces marocaines ont revendiqué les régions de Tindouf et Béchar en Algérie, Nasser, avec Cuba, a immédiatement envoyé des armes à l'Algérie et un contingent de 1 000 soldats qui a combattu aux côtés des Algériens. Au moins 5 officiers égyptiens ont été capturés comme prisonniers de guerre.

#### Les guerres de 1967 et 1973
L'Algérie a joué d'importants rôles de combat à la fois dans les guerres israélo-arabes de 1967 et de 1973. Une cargaison de chars de combat a été envoyé à l'Égypte par un navire en provenance de l'Algérie avec l'approbation des Soviets en plus de trente-sept MiG-17 et de deux ou trois MiG-21 au cours de la guerre de 1967. Lorsque l'Égypte a souffert des pertes militaires importantes lors de la guerre israélo-arabe de 1967, Nasser a téléphoné au deuxième président algérien Houari Boumédiène, en lui expliquant la situation et combien de pilotes sa force aérienne avait perdu. Boumédiène a répondu en envoyant autant d'appareils que les Forces aériennes algériennes (AAF) pourraient donner, y compris une escadrille de MiG-21F-13 faisant partie d'une brigade de l'air sous le commandement d'Abdelrazek Bouhara. Toutefois, lorsque les pilotes égyptiens se sont rendus en Algérie afin de recueillir leurs avions destinés, la guerre avait déjà terminé en arrière sur la ligne de front, peu de temps avant leur retour en Égypte.
Au cours de la guerre de 1973, l'Algérie a envoyé une escadrille de MiG-21 et Su-7s à l'Égypte, qui est arrivé à l'avant et s'est engagé dans le combat entre le 9 et le 11 octobre. À cela s'ajoute un autre contingent composé de deux escadrons de MiG-21F-13 et de pilotes en fonctions avec le quartier général de l'AAF déjà stationné en Égypte dès 1970. Elle a également envoyé une unité blindée de 150 chars qui ont commencé à arriver le 17 octobre, mais a atteint le front le 24 octobre, trop tard pour participer au combat. L'Algérie a également participé au front égyptien par l'envoi de son 8e régiment d'infanterie mécanique. Cela a inclus plus de 2 100 troupes, 815 sous-officiers non commandés, et 192 agents. À la suite de la guerre, l'Algérie, avec l'Union soviétique, a financé l'Égypte et la Syrie, en leur donnant  200 millions de dollars américains dans le but de faciliter leur futur achat d'armes.

#### Traité de paix avec Israël
Les relations entre les deux pays, cependant, ont vu un niveau sans précédent de tensions à la suite de la décision de visite en Israël du président égyptien Anouar el-Sadate du 19 au 21 novembre 1977 et de son intention de négocier avec les Israéliens, que l'Algérie, et plusieurs autres états arabes, considèrent comme un coup de poignard dans le dos. En Libye, Mouammar Kadhafi , a dénoncé la visite dès qu'elle a été annoncé et quand elle a finalement eu lieu, il a appelé à une réunion au sommet à Tripoli le 2 décembre qui comprenait l'Algérie, la Syrie, l'Irak, le Yémen du Sud et l'OLP, qui plus tard se sont appelés le « Front de la fermeté et de la confrontation » dans ce qui a été officiellement appelé la Déclaration de Tripoli destinée à exercer une pression sur l'Égypte pour retirer ses décisions de faire la paix avec Israël. Lors de cette réunion, l'Algérie, avec d'autres participants, a appelé à l'expulsion de l'Égypte de la Ligue arabe et a conclu avec tous les états membres la congélation de leurs liens avec l'Égypte, appelant tous les états arabes à apporter leur plein soutien à la Syrie, en tant que principal point de confrontation et a condamné les actions de Sadate de « haute trahison ». En réponse, Sadate a rompu les liens avec tous les pays qui ont participé à l'initiative, notamment l'Algérie, et a donné à leurs ambassadeurs 24 heures pour quitter le pays. En mars 1979, à la suite des accords de Camp David, l'Égypte a été expulsée de la Ligue arabe et presque tous les états membres ont coupé les relations diplomatiques avec l'Égypte et l'ont soumise au même boycott qu'Israël. Les tensions persistent entre l'Égypte et l'Algérie, et c'est seulement en novembre 1988 que l'Algérie a décidé de rétablir les relations avec l'Égypte.

#### Relations actuelles (1988–aujourd'hui)
En 2009, les deux équipes de football se rencontrent pour savoir qui participera au mondial 2010. L'Algérie remporte en juin le match aller à Blida 3-1. Au match retour, en novembre c'est l'Égypte qui reçoit au Caire et à l'arrivée du bus des joueurs algériens, les supporters égyptiens le caillassent blessant plusieurs joueurs algériens. Dans un climat extrêmement tendu, l'Égypte remporte le match 2-0 mais ne se qualifiera pas pour le mondial car l'Algérie remportera le troisième match 1-0. Depuis ces affrontements, les relations sont tendus et une haine s'est installé entre une partie de la population des deux pays.
Le 25 juin 2014, le président égyptien, Abdel Fattah al-Sissi a fait sa première visite officielle à l'étranger depuis son élection un mois plus tôt, en Algérie, où la sécurité régionale était à l'ordre du jour. Les deux parties ont discuté des moyens de lutter contre le militantisme Islamique en Afrique du Nord, la réunion intervenant alors que l'activité terroriste hausse en Libye, avec laquelle les deux pays partagent de longues frontières. Al-Sissi a souligné que les deux pays devraient collaborer avec « une coordination des positions » afin de surmonter ces problèmes. Un mois plus tôt, les deux pays ont cherché à tenir un Haut-Comité algéro-égyptien mixte qui se réunirait en juin, quand l'Égypte élit un nouveau président. Selon des sources diplomatiques des deux pays ont dit au site Al-Monitor que « l'Égypte et l'Algérie deviendront les deux manches d'une pince sur le désert libyen »,. Au cours de la réunion, l'Algérie a accepté d'expédier cinq cargos de 145 000 m2 de GNL à l'Égypte avant la fin de 2014. Cela a pour but d'aider l'Égypte à surmonter sa pire crise de l'énergie depuis des années à cause de trois ans de tourmente nationale. Lors de la Coupe d'Afrique des nations  de football 2019, qui se déroule en Égypte, l'équipe d'Algérie se qualifie pour la finale et les Égyptiens sont partagés entre supporter l'Algérie pour « l'unité arabe » et d'autres ne supportant pas l'Algérie après que les incidents de 2009 ne soient toujours pas digérés.

## Liens économiques et d'affaires
Avec 31 % de la valeur totale en capital des projets approuvés, l'Égypte occupe la première place parmi les pays étrangers à investir en Algérie, en dehors du secteur des carburants. Les investissements égyptiens en Algérie, selon les statistiques de 2008, atteignent environ 5,3 milliards de dollars. Le volume des échanges commerciaux entre les deux pays a été évalué à près de 1,5 milliard de dollars en 2012 (hausse de 11 % par rapport aux chiffres de 2011). Selon les chiffres publiés par la direction générale des Douanes algériennes en janvier 2013, les exportations égyptiennes ont occupé la troisième place parmi les pays arabes exportateurs, estimées à 380.56 millions de dollars par rapport aux 876.51 millions de dollars d'importations de l'Algérie. Les principales exportations égyptiennes ont été évaluées à près d'un milliard de dollars et 16 millions d'EGP (livre égyptienne) et incluent les matériaux de construction, produits alimentaires, produits métalliques, fils de cuivre, médicaments, minibus, substances chimiques et chauffe-eau. Les exportations algériennes d'autre part, ont atteint 895 millions de dollars et 568 milliers d'EGP, et incluent des produits métalliques, gaz naturels liquéfiés, propane, du carton et des condenseurs de climatisation.
Le 15 février 2002, le géant des télécommunications égyptien Global Telecom Holding a lancé officiellement sa branche basée en Algérie Djezzy après l'acquisition de la deuxième licence GSM du pays. Il est rapidement devenu le principal opérateur de réseau mobile d'Algérie avec une valeur prétendue de 7 milliards de dollars en date de septembre 2011, et en novembre 2011, il avait une part de marché de 65 % et plus de 16,49 millions d'abonnés couvrant 90 % de la population du pays,. La réussite de Djezzy a été remise en question : l'augmentation de la pression du gouvernement algérien pour mettre une amende à Orascom de 1,3 milliard de dollars pour violation présumée des règlements de change et les intentions du gouvernement quant à l'achat des enjeux de contrôle dans le réseau. Les problèmes de l'entreprise ont été assouplis cependant lorsque les sanctions ont été levées par le gouvernement en mars 2013, lui permettant de commencer l'achat et l'importation de nouvelles technologies et d'équipement, en plus de lui accorder le droit de convertir ses bénéfices.
La décision est venue comme une réponse à une demande de la Banque d'Algérie et du ministre algérien des finances au gouvernement l'invitant à lever les sanctions et a reconnu le transfert de propriété de la société, avec 51 % de ses actions déjà détenues par le gouvernement algérien. Lentreprise change son nom de Orascom Telecom Algeria à Optimum Telecom Algeria.